# Кассини, Надя
Надя Кассини (итал. Nadia Cassini 2 января 1949, Вудсток, Нью-Йорк — 18 марта 2025, Реджо-ди-Калабрия, Калабрия) — итало-американская актриса, певица и модель. Известна благодаря ролям в итальянских эротических комедиях 1970—1980 годов

## Биография
Родилась в 1949 году в семье актёра Харрисона Мюллера, который был немцем. Мать Нади Кассини была итальянкой. Её имя и фамилия при рождении — Джианна Лу Мюллер. Очень рано ушла из родительского дома. Работала певицей в ночном клубе, хористкой, была моделью.
С 1970 года начала работать в кино. дебютировав в фильме «Развод» режиссёра Ромли Гуериери. В 1970-е—начале 1980-х годов Надя Кассини была звездой эротического итальянского кино.
Выступала как эстрадная певица, записала несколько музыкальных дисков.
После неудачной пластической операции ушла из кино. Некоторое время работала на французском телевидении, затем вернулась в США. Скончалась 18 марта 2025 года в Реджо-ди-Калабрия после продолжительной болезни.

## Личная жизнь
Близкие отношения связывали Надю Кассини с известным писателем Жоржем Сименоном. В 1968 году она вышла замуж за американского журналиста графа Игоря Кассини (1915—2002), известного под псевдонимом Чолла Никербокер. Вместе с мужем переехала в Рим, где выступала как модель. В 1972 году она развелась с Кассини и переехала в Лондон со своим новым женихом греческим актёром Йорго Вояджисом. В 1977 году у них родилась дочь Кассандра.

## Фильмография
| Год  |    | Русское название                                              | Оригинальное название                                              | Роль                        |
| ---- | -- | ------------------------------------------------------------- | ------------------------------------------------------------------ | --------------------------- |
| 1970 | ф  | Развод                                                        | Il divorzio                                                        | Каролина                    |
| 1970 | ф  | Змеиный бог                                                   | Il dio serpente                                                    | Паола                       |
| 1971 | ф  | Удар дубиной… сколько раз тебе наставляли рога на этом свете? | Mazzabubù… quante corna stanno quaggiù?                            | жена болельщика             |
| 1971 | ф  | Когда женщина играет в динг-донг                              | Quando gli uomini armarono la clava e… con le donne fecero din-don | Листра                      |
| 1972 | ф  | Чтиво                                                         | Pulp                                                               | Лиз Адамс                   |
| 1976 | ф  | Серебряный язычок                                             | Ecco lingua d’argento                                              | Эммануэль                   |
| 1976 | ф  | Глупые попки и горячие трусишки                               | Spogliamoci così, senza pudor…                                     | Франсуаза                   |
| 1977 | с  | —                                                             | Il superspia                                                       | Карен                       |
| 1978 | с  | —                                                             | Settimo anno                                                       | н/д                         |
| 1978 | ф  | Охотники за любовью                                           | Io tigro, tu tigri, egli tigra                                     | Карла                       |
| 1978 | ф  | Столкновение звёзд                                            | Starcrash                                                          | королева Корелия            |
| 1979 | ф  | Учительница обманывает… все классы                            | L’insegnante balla… con tutta la classe                            | Клаудиа Гамбетти            |
| 1979 | ф  | Я — зомби, ты — зомби, она — зомби                            | Io zombo, tu zombi, lei zomba                                      | Свампита                    |
| 1979 | ф  | Медсестра в военной палате                                    | L’infermiera nella corsia dei militar                              | Грация Манчини              |
| 1980 | ф  | Докторша и полковник                                          | La dottoressa ci sta col colonnello                                | Ева Расселл                 |
| 1981 | ф  | Её ещё узнавать и узнавать                                    | L’amante tutta da scoprire                                         | Филомена Страмичони / Эрика |
| 1981 | ф  | —                                                             | Miracoloni                                                         | Джованна Д’Арко             |
| 1981 | ф  | Саркастичный общественный помощник                            | L’assistente sociale tutto pepe                                    | Надия                       |
| 1982 | ф  | Молодые, красивые… вероятно, богатые                          | Giovani, belle… probabilmente ricche                               | Рита                        |
| 1982 | с  | —                                                             | Ridiamoci sopra                                                    | н/д                         |
| 1983 | тф | Прекрасные кварталы                                           | Les beaux quartiers                                                | Карлотта                    |

## Дискография

### Альбомы
- 1978 — Encounters Of A Loving Kind (CGD)
- 1983 — Get Ready (RCA Italiana)
- 1985 — Dreams (Five Record, FM 13540)

### Синглы
- 1977 — Giorno per giorno/Passaporto per la follia (CGD, 7")
- 1978 — Encounters/Honey (CGD, 7")
- 1982 — Tu sei l’unico amore (Ricordi, 7")
- 1982 — Quando (mi sto innamorando)/A chi la do stasera (Ricordi, 7")
- 1983 — Get Ready/Too Late (RCA, 7")
- 1983 — I Like Boys/Obsessed (Memo Records, 12")
- 1984 — Bum bum cantiamo/Più forte (Five Record, 7")